# 普通郵便
普通郵便（ふつうゆうびん）は、郵便における書留や速達といったオプションサービス（特殊取扱）を付加していない、第一種郵便物（特定封筒郵便物を除く）及び第二種郵便物を指す一般的に呼ばれる通称。正式名は通常郵便物。

## 概要
普通郵便物は郵便ポストまたは郵便窓口に差し出すことができる。差し出された普通郵便は郵便受けに配達される。元旦を除く、土曜日・日曜日・祝日の配達は原則として行われないほか、不着や毀損などの郵便事故による補償は行われない。

### 差し出しから配達まで
郵便ポストや無集配郵便局に差し出された郵便物は差し出し元を管轄する集配郵便局が集荷を行い、区分け（郵便物を種類・行き先に分ける）作業の後、差し出し元を管轄する地域区分局に集められ、配達先を管轄する地域区分局へ移送される。さらに配達先を管轄する地域区分局から、配達先を管轄する集配郵便局へ移送される。この集配郵便局では配達先に応じて郵便物を細かく区分けが行われる。最後の区分けが行われた郵便物は配達先へと届けられる。
差し出された郵便物は郵便ポストの場合、郵便ポストで示す集荷時間に原則として毎日集荷を行う。無集配郵便局に差し出された郵便物は郵便局の営業時間内に差し出された郵便物についてその営業日に集荷を行う。
基本的に集配郵便局と地域区分局及び地域区分局同士は朝、昼、夕の一日三便で郵便物の移動を行う。配達先の集配郵便局に届いた郵便物は、その日の朝の便までに届いた郵便物の配達を行う。ただし、普通郵便は土曜日・日曜日及び祝休日は配達を行わないため、土曜日・日曜日休日及び祝休日に配達先の集配郵便局に届いた郵便物は次に配達のある日に向けて配達準備が行われる。